# Emily Boyd
Emily Nicole Boyd (Seattle, Washington, Estados Unidos; 25 de julio de 1996) es una futbolista estadounidense que juega de guardameta para el HB Køge de la Elitedivisionen de Dinamarca.
En 2018, Boyd fue elegida por el Chicago Red Stars en el 15.º turno del draft universitario de la NWSL.

## Estadísticas

### Clubes
| Club               | País           | Año             |
| ------------------ | -------------- | --------------- |
| Chicago Red Stars  | Estados Unidos | 2018 - 2020     |
| HB Køge (préstamo) | Dinamarca      | 2020 - presente |